# Gewog di Barp
Il gewog di Barp è uno degli undici raggruppamenti di villaggi del distretto di Punakha, nella regione Centrale, in Bhutan.